# Luzerner Tagblatt
Het Luzerner Tagblatt was een Zwitsers Duitstalig dagblad uit Luzern in het gelijknamige kanton Luzern. De krant verscheen tussen 1852 en 1991. Tot juni 1858 droeg deze nog de titel Tagblatt für die Kt. Luzern, Uri, Schwyz, Unter- und Obwalden und Zug.

## Omschrijving
Het Luzerner Tagblatt verscheen voor het eerst op 1 januari 1852. De krant was op politiek vlak van liberale strekking en stond door Xaver Meyer. In 1879 verkocht die de drukkerij aan Heinrich Keller uit Zürich, die in 1884 ook zijn uitgeverij overnam. Vervolgens werd de krant in 1916 ondergebracht in de nieuw opgerichte familiale vennootschap Keller & Co, die in 1921 een naamloze vennootschap werd en tot 1939 een familieonderneming bleef. De uitgeverij kwam in de jaren 1980 echter in financiële moeilijkheden, waardoor een fusie tussen de liberale en het katholieke Vaterland onvermijdelijk was geworden. Op 31 oktober 1991 verscheen de krant voor de laatste maal. Op 2 november 1991 ging ze op in de Luzerner Zeitung.
Bij het Luzerner Tagblatt hoorden ook de regionale titels Nidwaldner Tagblatt, Zuger Tagblatt en Gotthard Post/Urner Tagblatt. De krant en de regionale uitgaven hadden in 1990 samen een oplage van 38.400 exemplaren.